# علم الغدد الصماء للحيوانات البرية
علمُ الغددِ الصَّماء للحيواناتِ البريَّة هو فرع من فروع علم الغدد الصَّماء الذي يُعنى بدراسة جهاز الغدد الصَّماء للفقاريات واللافقاريات عن طريق تحليل الهرمونات التي تساعد في فهم الوظائف الفسيولوجية الأساسية كالنشاط الأيضي، التكاثر، والصّحة للكائن الحيّ. تقاس هذه الهرمونات من عدة مصادر في جسم الكائن الحي كالدم، البول، البراز، الشعر، واللّعاب، اختيار أي هذه المواد ونوع العينة يعتمد على المعلومات المراد جمعها عن هذا الكائن، سهولة جمع العينة، الأجهزة والفحوصات المتوفرة لتحليل العينة، واختلاف أنواع الكائنات في الهرمونات المتحكمة في عمليات الأيض وإفرازها. تفضل العينات غير الغازِيَة للحيوانات البرية بينما تستخدم العينات الغازِيَة وغير الغازِيَة لدراسة الحيوانات التي في الأسر.

## لمحة عامة
يمكن أن يساعد علم الغدد الصماء للحيوانات البرية في فهم الاليات التي تتعامل بها الكائنات الحية مع البيئة المتغيرة. لقد تطورت الإستراتيجيات في مجال علم الغد الصماء مؤخراً ويمكن أن تعطي بيانات مهمة عن النمو، الضغط، الحالة التناسلية للكائنات الحية. كما ويمكن التعرف الضغوطات البيئية وحالة التجدد للأنسجة والخلايا الحية المفقودة للكائن الحي دون إلحاق الأذى بهذا الكائن عن طريق تقدير الأمور المتعلقة بالغدد الصماء مثل السترويدات للبلازما، الأنسجة الحية والغير حية، البول والبراز.

## طرق أخذ العينات في علم الغدد الصَّماء للحيوانات البريَّة
يعتمد أخذ العينات على جدوى بروتوكول أخذ العينات. وطرق أخذ العينات تتغير بناء على المعلومات التي يُبحَث عنها، ففي حالة الحيوانات يكون من الأسهل أخذ عينات الدم أو جمع الانسجة من الحيوانات المأسورة حيث يكون هناك اتصال مباشر بالفرد المُستهدَف. لكن عند العمل مع الحيوانات البريَّة قد لا يكون هذا ممكناً، بالتالي يمكن استخدام طرق أخرى لأخذ العينات كاستخدام عينات الشعر، اللعاب، البول وغيرها ويمكن تصنيف العينات إلى:

### العينات الغازِيَة
وهي عينات يصعب جمعها وتحتاج إلى الاتصال المباشر بالفرد المُستهدَف، لكن في نفس الوقت تُعطي معلوماتٍ دقيقة عن الحالة كعينات الدم، والانسجة، فمن عينة دم واحدة يمكن إجراء فحص الDNA وفحص مستوى الهرمونات والإلتهابات والصّحة العامَّة للكائنِ الحيّ. لكن على الرغم من كَوْن هذه العينات مفيدة لتوفير المزيد من المعلومات إلا أن الباحثين يفضلون طرق أخذ العينات غير الغازية.

### العينات غير الغازِيَة
في حالة الحيوانات البرية يكون أخذ العينات الغازية أمراً صعبا للغاية، لأنه يحتاج إلى التقييد والأسر للحيوان، علاوةً على ذلك فإن التقييد أثناء جمع العينات قد يكون بحد ذاته عاملَ ضغطٍ قد يؤدي إلى زيادة مستويات هرمونات التوتر. للتغلب على هذا يمكن إخذ العينات غير الغازية التي يسهل جمعها ولا تلحقُ الضَّررَ بالحيوانات، من الأمثلة على العينات غير الغازية:
- الشَّعر.
- الرّيش.
- البوْل.
- اللُّعاب.
- عيناتُ البراز.